# Prokládání (rastrová grafika)

Ukázka prokládání Adam7 na obrázku o rozměrech 16×16 pixelů

Prokládání (anglicky interlacing) je způsob uložení rastrového obrázku do souboru tak, že celý obrázek v nižší kvalitě je možné zobrazit ještě před stažením celého souboru. S postupným načítáním souboru se kvalita zobrazení zlepšuje.
Prokládání je tím užitečnější, čím větší je soubor a čím pomalejší je spojení.
Pro uživatele je přínos v tom, že se může lépe rozhodnout, jestli chce čekat na stažení celého souboru.
Prokládání může mít negativní vliv na kompresní poměr.
Opačným přístupem je uložení bez prokládání: obrázek se zobrazuje postupně (typicky po jednotlivých řadách shora dolů), přičemž každá stažená a zobrazená část už je v plné kvalitě.

## Formáty
Následující formáty podporují prokládání:
- FLIF
- GIF
- JPEG, JPEG 2000, JPEG XR, JPEG XL
- PGF
- PNG – používá dvourozměrný sedmiprůchodový algoritmus Adam7
- TGA